# Wasserkunststraße 21
Die Wasserkunststraße 21 war ein denkmalgeschütztes Wohnhaus in Magdeburg in Sachsen-Anhalt.

## Lage
Das Gebäude befand sich im Magdeburger Stadtteil Neue Neustadt, auf der Nordseite der Wasserkunststraße. Unmittelbar östlich grenzte das gleichfalls denkmalgeschützte Haus Wasserkunststraße 22 an.

## Architektur und Geschichte
Das dreigeschossige aus Ziegeln errichtete Gebäude war 1888 vom Maurermeister A. Thiele, der auch den Entwurf erarbeitet hatte, gebaut. Die Fassade des mit einem Mezzaningeschoss versehenen Hauses war im Stil der Neorenaissance gestaltet. Die Fassade war fünfachsig ausgeführt, wobei die mittlere Achse vor den oberen Geschossen als flacher Risalit hervortrat. Im Erdgeschoss befand sich in dieser Achse die Hauseinfahrt. Die Erdgeschossfassade war rustiziert. Die Fensteröffnungen in der Beletage im ersten Obergeschoss waren aufwändig mit Stuck verziert. Die Fensterverdachungen waren als Muscheldekor gestaltet.

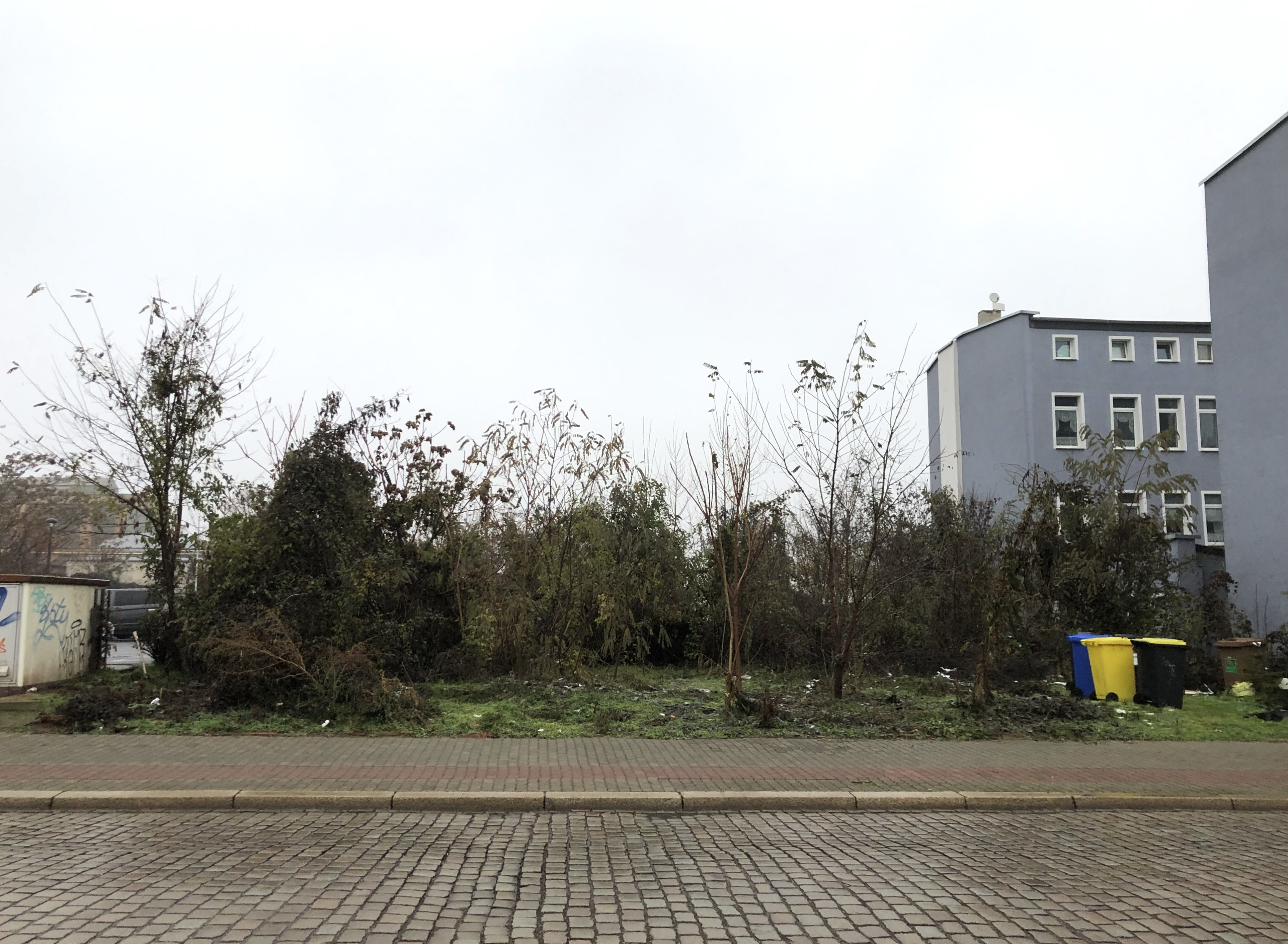
Leeres Grundstück im Jahr 2022

Im Gebäudeinneren befanden sich auf jeder Etage ursprünglich zwei einfach ausgestattete Zweizimmerwohnungen.
Im örtlichen Denkmalverzeichnis war die Wohnhaus unter der Erfassungsnummer 094 70706 als Baudenkmal verzeichnet.
Das Haus galt als architektur- und sozialgeschichtlich bedeutend und ein Beispiel für ein Mietshaus mit einfachem Standard aus der Hochgründerzeit.
Nach längerem Leerstand und Verfall wurde das Gebäude aufgrund einer Sicherungsverfügung der Bauaufsicht abgerissen und im Jahr 2015 aus dem Denkmalverzeichnis ausgetragen. Aktuell (Stand 2022) ist das Grundstück weiterhin unbebaut.